# Lubalo
Lubalo è una municipalità dell'Angola appartenente alla provincia di Lunda Nord. Ha 38.786 abitanti (stima del 2006).
Il capoluogo è Lubalo.